# Jaume Balagueró
Jaume Balagueró i Bernat (* 2. listopadu 1968) je španělský filmový režisér.
Narodil se ve španělském Katalánsku, vyrůstal ale v Barceloně. Studoval fotografii a kinematografii, což ukončil v roce 1991 a začal pracovat jako novinář a hostitel v talkshow v rádiu. V roce 1994 představil svůj první krátkometrážní film Alicia, později také Diás Sin Luz. Až v roce 1999 režíroval svůj 102 minutový snímek Los Sin Nombre, už čehož si také napsal k tomuto filmu scénář a částečně se podílel i na produkci. Několikrát byl za své filmy nominován.

## Filmografie
- Velká španělská loupež (2021)
- [REC] Apocalypse (2012)
- Zatímco spíš (2011)
- Miedo (2010)
- Rec 2 (2009)
- REC (2007)
- Películas para no dormir: Para entrar a vivir (2006)
- Nepřemožitelné zlo (2005)
- Temnota (2002)
- Los Sin nombre (1999)
- Días sin luz (1995)
- Alicia (1994)